# CHAJ
Het Centrum voor Haagse Jiddisjkeit (CHAJ) is een non-profitorganisatie ter bevordering van de joodse cultuur, identiteit, onderwijs en erfgoed in Den Haag.

## Activiteiten
Het CHAJ functioneert als cultureel centrum voor het joodse gemeenschap in Den Haag en heeft Israël-gerelateerde programma's zoals yom haatzmaut.
Het biedt tentoonstellingen, waaronder als eerste de presentatie van 300 jaar joodse geschiedenis in Den Haag. Deze is geopend tijdens de jaarlijkse viering van de Chanoeka.
Op 14 januari 2016 sloeg de Asjkenazische opperrabbijn van Israël, David Lau, een mezoeza aan, wat de officiële opening van het CHAJ markeerde.

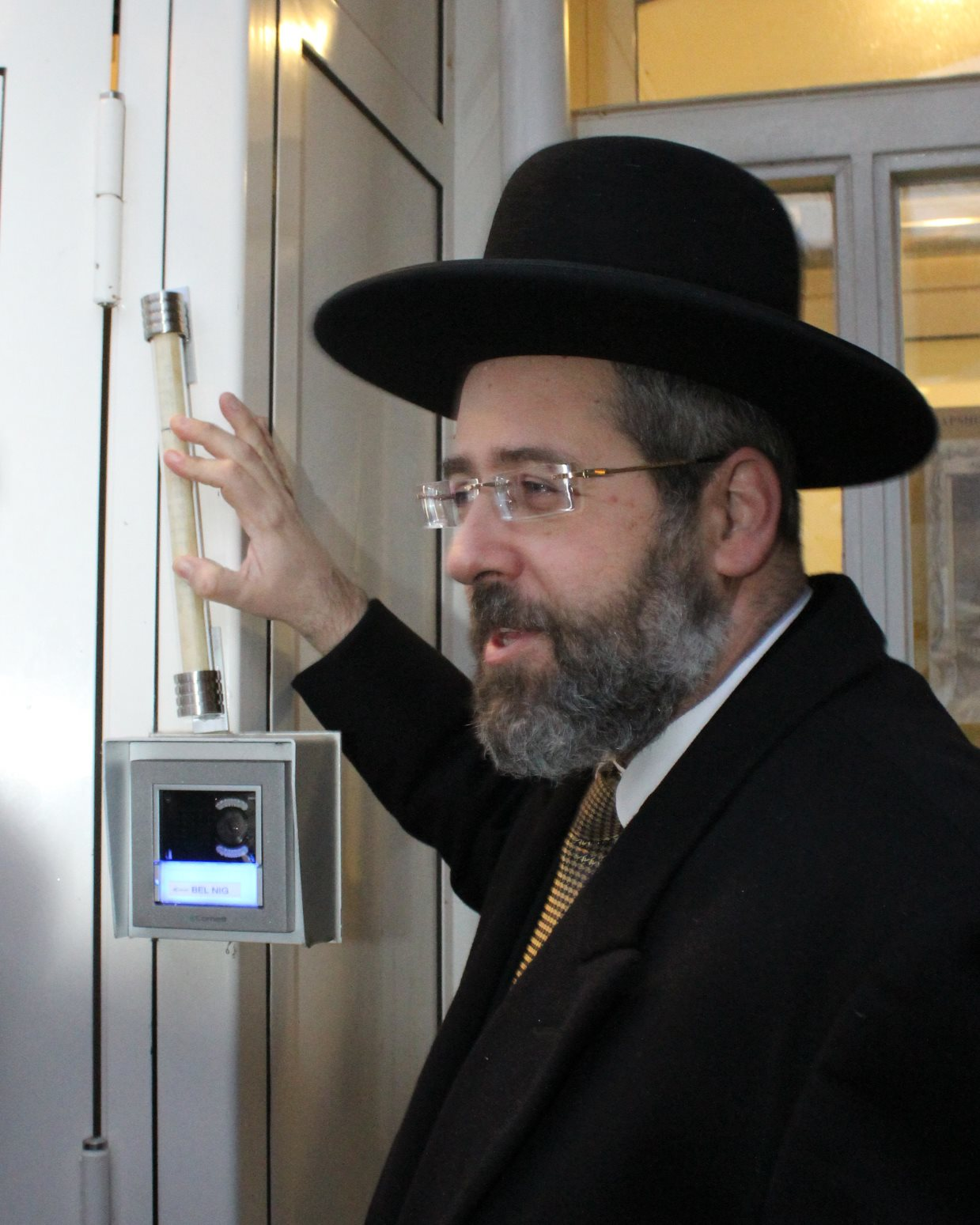
Opperrabbijn Rabbi David Lau tijdens CHAJ centre in Den Haag.